# DLT
| Esperanto |  |
| |  |
| Jazyk |  |
| |  |
| - Akademie esperanta - Gramatika - Slovníky - Esperantologie - Abeceda - Číslovky - Fundamento - lernu! - Letní škola esperanta                                                                             |  |
| |  |
| Organizace |  |
| |  |
| - UEA - TEJO - E@I - EEU - SAT - Český esperantský svaz - Česká esperantská mládež - Esperantské kluby - Katolíci                                                                                           |  |
| |  |
| Dějiny |  |
| |  |
| - Ludvík Lazar Zamenhof - Časová osa - Buloňská deklarace - Ido-schizma - Krize ata/ita - Neutrální Moresnet - Interhelpo - Pražský manifest - Bona Espero - Esperantské město                              |  |
| |  |
| Kultura |  |
| |  |
| - Esperantská setkání - Pasporta Servo - Hudba - Rozhlas - Finvenkismus - Homaranismus - Kabei - Politika - La Espero - Stelo - Symboly (vlajka) - UK - IJK - Esperantista - Rodilí mluvčí - Zamenhofův den |  |
| |  |
| Literatura |  |
| |  |
| - Autoři - Esperantské časopisy - Esperantské slovníky - PIV - Wikipedie - KAEST |  |
| |  |
| Úhly pohledu |  |
| |  |
| - Propedeutická hodnota - Srovnání s idem - Srovnání s interlinguou - Reformy - Odpor vůči esperantu |  |

DLT - projekt, anglicky Distributed Language Translation, esperantsky Distribuita Lingvo-Tradukado. Projekt probíhal v 80. letech financován Evropskou komisí a spolufinancován nizozemskou leteckou společností Fokker. Jednalo se o celkem úspěšný projekt jazykového strojového překladu z 12 evropských jazyků. Mezijazykem bylo technicky upravené esperanto. V oblasti technických překladů bylo dosahováno velmi vysoké přesnosti (přes 90 %), u obecných textů (např. zprávy UNESCO) se dosahovalo podstatně nižší přesnosti překladů. K projektu DLT byli přizváni také čeští esperantisté.